# Ordre du Lion flamand
 (novembre 2015).
Si vous disposez d'ouvrages ou d'articles de référence ou si vous connaissez des sites web de qualité traitant du thème abordé ici, merci de compléter l'article en donnant les références utiles à sa vérifiabilité et en les liant à la section « Notes et références ».

Le lion du drapeau flamand, symbole des partis flamands.

L'ordre du Lion flamand, en néerlandais Orde van de Vlaamse Leeuw est une association belge flamande fondée en 1971. 

## Description
Son président est Piet Blomme et son secrétaire, Dries Caluwaerts. Elle décerne une fois par an une médaille à une personne, ayant œuvré pour :
- les actions en faveur de l'émancipation sociale et culturelle de la Communauté flamande;
- les réalisations qui favorisent le rattachement de la Flandre aux Pays-Bas;
- les actions en faveur de la langue et de la culture néerlandaises.

## Liste des personnes décorées depuis 1971
- 1971 : Ernest Soens, bourgmestre de Strombeek-Bever, pour sa prise de position sur les facilités linguistiques
- 1972 : Jozef Deleu, écrivain et poète
- 1974 : Gaston Durnez pour son Encyclopedie van de Vlaamse Beweging (Encyclopédie du mouvement flamand)
- 1976 : Joris Sevenants
- 1977 : Aloïs Gerlo, premier recteur de la Vrije Universiteit Brussel, université néerlandophone de Bruxelles
- 1978 : Mark Grammens
- 1980 : Jozef Van Overstraeten
- 1981 : Arie Willemsen
- 1983 : Jan Briers
- 1984 : Lode Campo
- 1986 : Ludo Simons
- 1988 : Marc Platel
- 1989 : R.H. Marijnissen
- 1991 : Willy Penninckx
- 1992 : Jeroen Brouwers
- 1995 : Manu Ruys
- 1998 : Ludo Abicht
- 2000 : Kees Middelhoff
- 2001 : Jari Demeulemeester
- 2002 : Harold Van de Perre
- 2003 : Hubert van Herreweghen
- 2005 : Leo Peeters du sp.a
- 2006 : Remi Vermeiren, président du groupe de pensée De Warande
- 2007 : Herman Suykerbuyk
- 2008 : Frans-Jos Verdoodt
- 2009 : Eric Ponette
- 2010 : Luc Van den Brande
- 2011 : Jean-Pierre Rondas
- 2012 : Richard Celis
- 2013 : Axel Buyse
- 2014 : Nelly Maes
- 2015 : Rik Van Cauwelaert